# Couronne (Commonwealth)
Pour les articles homonymes, voir Couronne.
Dans les royaumes du Commonwealth, la Couronne (anglais : The Crown) désigne l'État. 
Légalement, la Couronne est la personnalité juridique de l'État, dans ses fonctions exécutives, législatives et judiciaires. Elle est considérée comme une personne morale individuelle. Ce concept s'est développé au Royaume-Uni afin notamment de distinguer l'autorité de l'État de la personne du monarque. Par exemple, les terres de la Couronne constituent le domaine foncier de l'État alors que la résidence de Sandringham House est une propriété privée du monarque britannique. 
Avec l'extension de l'Empire britannique, la notion de Couronne britannique s'est étendue à différents pays. Toutefois, depuis le statut de Westminster de 1931, même si le monarque britannique est également roi ou reine de chacun des royaumes du Commonwealth, la Couronne est une notion séparée dans chacun de ces pays ayant leur propre souveraineté.

## Divisibilité de la Couronne
Historiquement, la Couronne était considérée comme indivisible. Deux jugements, l'un en 1982 et l'autre en 2005, ont mis fin à cette vue et aujourd'hui la Couronne est considérée comme distincte dans chaque pays, province, État ou territoire qui reconnait le roi comme chef d'État, indépendamment de son degré d'autonomie. Dans son jugement Ex parte Quark de 2005, la Chambre des lords écrit « la reine [Élisabeth II] est autant la reine de Nouvelle-Galles du Sud et de Nouvelle-Zélande et des autres territoires qui la reconnaissent comme chef d'État qu'elle l'est de l'Angleterre et du pays de Galles, d'Écosse et d'Irlande du Nord ou du Royaume-Uni. »

### Royaumes du Commonwealth
La Couronne est, dans chaque royaume du Commonwealth, un concept légal similaire mais séparé. Afin de distinguer le rôle de cette institution dans une juridiction d'une autre, la loi emploie l'expression « la Couronne du chef de… » (« the Crown in right of… »), par exemple « la Couronne du chef du Canada »,,,. Le Canada, l'Australie et Saint-Christophe-et-Niévès étant les trois Royaumes du Commonwealth parmi les seize qui soient des  fédérations, il y existe également des Couronnes du chef de chacune des provinces et de chacun des États.
Dans les royaumes du Commonwealth, l'ensemble des pouvoirs de l'État dérive de la Couronne et ils sont exercés sur le conseil du ministre approprié (pouvoir exécutif), de la législature (pouvoir législatif) ou des juges (pouvoir judiciaire), aucun d'entre eux ne pouvant conseiller la Couronne sur un sujet relatif à une autre juridiction que la leur.

### Dépendances de la Couronne
À Jersey, les officiers de la Justice de la Couronne considèrent que les opérations de la Couronne dans cette juridiction se font « du chef de Jersey ». Ainsi, les terres de la Couronne dans le bailliage de Jersey appartiennent à la Couronne du chef de Jersey et pas au Crown Estate du Royaume-Uni.
De même, à l'île de Man, la Couronne est définie comme « du chef de l'Île de Man » et à Guernesey « du chef du bailliage ».

### Territoires britanniques d'outre-mer
Suivant la décision de la Chambre des lords Ex parte Quark de 2005, on considère que le monarque exerce son autorité dans les Territoires britanniques d'outre-mer sur le conseil du gouvernement de chaque territoire et non pas du gouvernement du Royaume-Uni, à l'exception des relations internationales.